# Ugo Giacomozzi
Ugo Giacomozzi (Roma, 4 novembre 1897 – Roma, 26 luglio 1979) è stato un direttore d'orchestra italiano.

## Biografia
Attivo esclusivamente in ambito cinematografico, insieme a Felice Montagnini, Pietro Sassoli e Luigi Ricci è stato uno dei direttori d'orchestra attivi nei primi anni del cinema sonoro italiano. Iniziò la carriera nel 1931 e la proseguì fino al 1956 in una sessantina di pellicole, collaborando con numerosi registi e dirigendo le colonne sonore originali di diversi compositori, tra i quali Renzo Rossellini, Nino Rota e Carlo Rustichelli. In pochi casi fu anche arrangiatore.
È deceduto a Roma nel 1979 all'età di 81 anni.

## Filmografia
- Figaro e la sua gran giornata, regia di Mario Camerini (1931)
- Patatrac, regia di Gennaro Righelli (1931)
- La segretaria privata, regia di Goffredo Alessandrini (1931)
- Tempo massimo, regia di Mario Mattoli (1934)
- L'ultimo dei Bergerac, regia di Gennaro Righelli (1934)
- L'antenato, regia di Guido Brignone (1936)
- Gli uomini non sono ingrati, regia di Guido Brignone (1937)
- La canzone della mamma (Mutterlied), regia di Carmine Gallone (1937) – arrangiamento
- Il signor Max, regia di Mario Camerini (1937)
- L'argine, regia di Corrado D'Errico (1938)
- Sotto la croce del sud, regia di Guido Brignone (1938)
- Papà Lebonnard, regia di Jean de Limur e Marcello Albani (1939)
- Piccoli naufraghi, regia di Flavio Calzavara (1939)
- La vedova, regia di Goffredo Alessandrini (1939)
- Terra di nessuno, regia di Mario Baffico (1939)
- Fascino, regia di Giacinto Solito (1939)
- I grandi magazzini, regia di Mario Camerini (1939)
- Cavalleria rusticana, regia di Amleto Palermi (1939)
- Le educande di Saint-Cyr, regia di Gennaro Righelli (1939)
- Gli uomini della pesca, regia di Domenico Paolella (1940) – cortometraggio
- L'ebbrezza del cielo, regia di Giorgio Ferroni (1940)
- Mare, regia di Mario Baffico (1940)
- La figlia del Corsaro Verde, regia di Enrico Guazzoni (1940)
- La donna perduta, regia di Domenico Gambino (1940) – anche arrangiamento
- Cantate con me!, regia di Guido Brignone (1940) – solo direzione orchestrale canzoni
- Leggenda azzurra, regia di Giuseppe Guarino (1941)
- Luce nelle tenebre, regia di Mario Mattoli (1941)
- Don Buonaparte, regia di Flavio Calzavara (1941)
- Beatrice Cenci, regia di Guido Brignone (1941)
- La maschera di Cesare Borgia, regia di Duilio Coletti (1941)
- Cenerentola e il signor Bonaventura, regia di Sergio Tofano (1941)
- Se io fossi onesto, regia di Carlo Ludovico Bragaglia (1942)
- Giungla, regia di Nunzio Malasomma (1942)
- Catene invisibili, regia di Mario Mattoli (1942)
- Miliardi, che follia!, regia di Guido Brignone (1942)
- La bisbetica domata, regia di Ferdinando Maria Poggioli (1942)
- Carmela, regia di Flavio Calzavara (1942)
- Spie fra le eliche, regia di Ignazio Ferronetti (1943)
- Calafuria, regia di Flavio Calzavara (1943)
- Incontri di notte, regia di Nunzio Malasomma (1943)
- Senza una donna, regia di Alfredo Guarini (1943) – anche arrangiamento
- La freccia nel fianco, regia di Alberto Lattuada (1943)
- La casa senza tempo, regia di Andrea Forzano (1943)
- Sorelle Materassi, regia di Ferdinando Maria Poggioli (1944)
- Abbasso la miseria!, regia di Gennaro Righelli (1945)
- Un americano in vacanza, regia di Luigi Zampa (1945)
- Vivere in pace, regia di Luigi Zampa (1946)
- L'onorevole Angelina, regia di Luigi Zampa (1947)
- Il Passatore, regia di Duilio Coletti (1947)
- Anni difficili, regia di Luigi Zampa (1947)
- Gioventù perduta, regia di Pietro Germi (1948)
- L'ebreo errante, regia di Goffredo Alessandrini (1948)
- Il cavaliere misterioso, regia di Riccardo Freda (1948)
- Totò al Giro d'Italia, regia di Mario Mattoli (1948)
- In nome della legge, regia di Pietro Germi (1948)
- Capitan Demonio, regia di Carlo Borghesio (1949)
- Biancaneve e i sette ladri, regia di Giacomo Gentilomo (1949)
- Cuori senza frontiere, regia di Luigi Zampa (1950)
- È arrivato il cavaliere, regia di Steno e Mario Monicelli (1950)
- Persiane chiuse, regia di Luigi Comencini (1950)
- Il Cristo proibito, regia di Curzio Malaparte (1950)
- Quel fantasma di mio marito, regia di Camillo Mastrocinque (1950)
- Il bivio, regia di Fernando Cerchio (1951)
- Roma ore 11, regia di Giuseppe De Santis (1951)
- La presidentessa, regia di Pietro Germi (1952)
- I tre corsari, regia di Mario Soldati (1952)
- La figlia del diavolo, regia di Primo Zeglio (1952)
- Noi due soli, regia di Vittorio Metz e Marcello Marchesi (1952)
- Legione straniera, regia di Basilio Franchina (1952)
- Jolanda, la figlia del Corsaro Nero, regia di Mario Soldati (1953)
- Capitan Fantasma, regia di Primo Zeglio (1953)
- Ci troviamo in galleria, regia di Mauro Bolognini (1953)
- Torna!, regia di Raffaello Matarazzo (1953)
- Le due orfanelle, regia di Giacomo Gentilomo (1954)
- L'angelo bianco, regia di Raffaello Matarazzo (1955)
- Le schiave di Cartagine, regia di Guido Brignone (1956)
- Ciao, pais..., regia di Osvaldo Langini (1956)